# SSM Holding

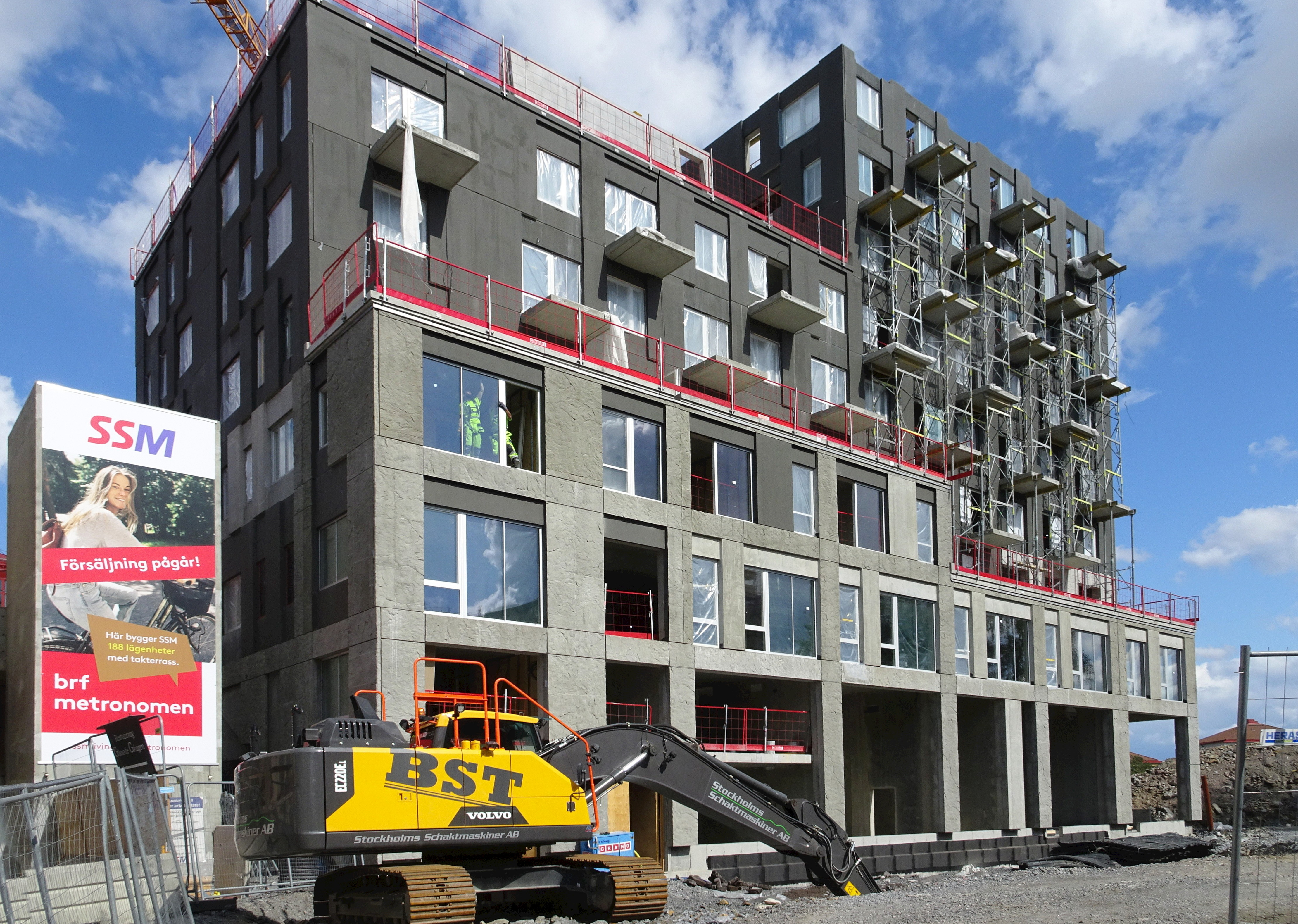
SSM bygger nytt i kvarteret Timotejen, Västberga, augusti 2019..

SSM Holding är ett svenskt fastighetsbolag med säte i Stockholm.

## Historik och verksamhet
SSM grundades 1993 av Ulf Sjöstrand, Ralf Steneskog och Ulf Morelius, och namngavs efter deras efternamn. Sjöstrand och Morelius köpte ut Steneskog 1996. De första åren var SSM inriktat på fastighetsförvaltning. Från 1999 ändrades inriktningen till projektutveckling och nyproduktion.
SSM börsnoterades på Nasdaq Stockholm (Mid-cap) 6 april 2017.
SSM avnoterades från Stockholmsbörsen i januari 2021.

## Aktuella projekt
- Tellus Towers